# Conus stupa
Conus stupa е вид охлюв от семейство Conidae. Видът не е застрашен от изчезване.

## Разпространение и местообитание
Разпространен е в Нова Каледония, Провинции в КНР, Соломонови острови, Тайван, Филипини и Япония.
Обитава пясъчните дъна на морета. Среща се на дълбочина от 287,5 до 430 m, при температура на водата от 17 до 17,4 °C и соленост 35,5 ‰.